# Segmentos de vehículos en Europa

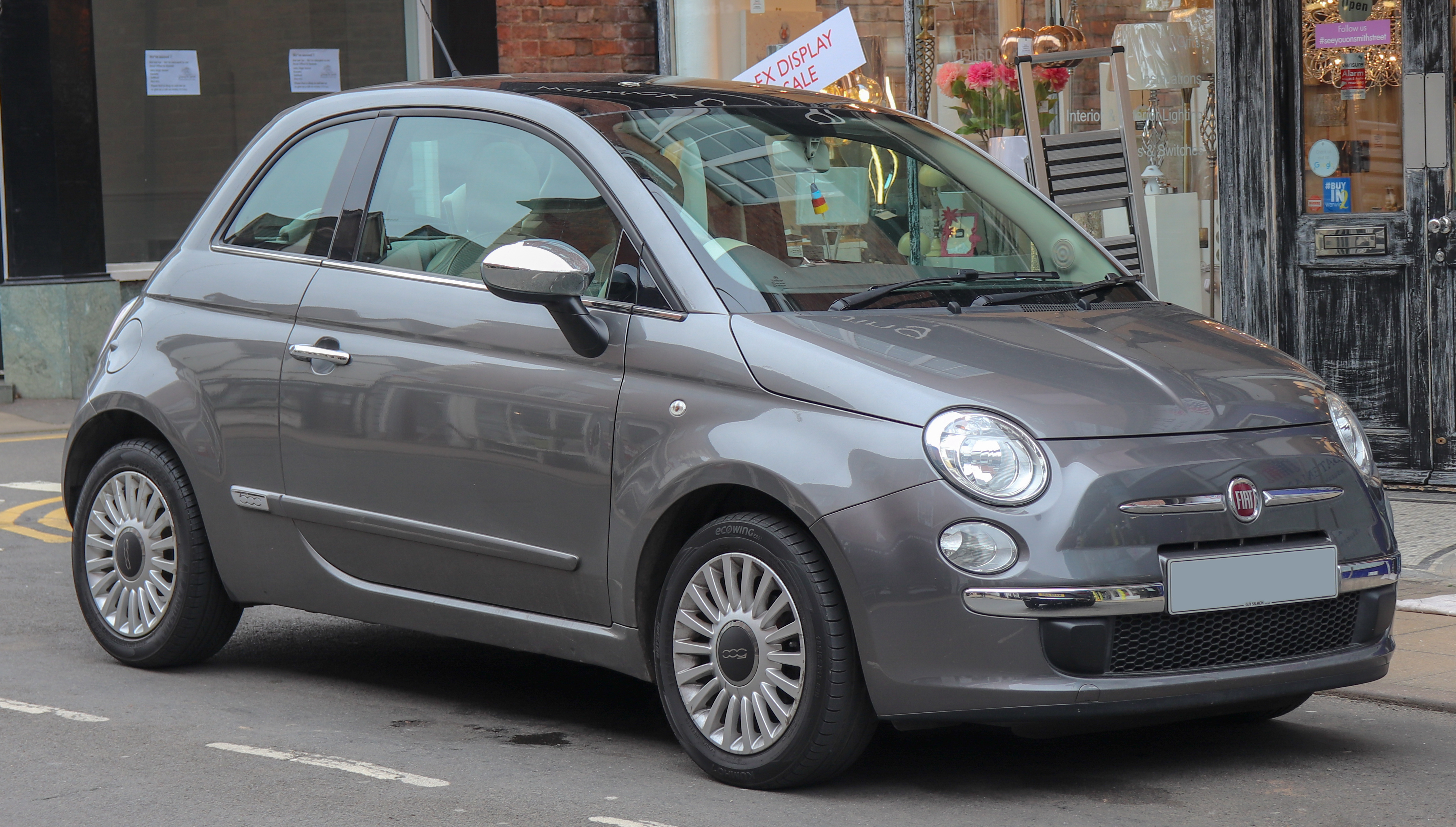
Fiat 500 Lounge 1.2 de 2010 estacionado en Warwick, vehículo del segmento A

Los segmentos de vehículos son un tipo de clasificación habitual en Europa, que (exceptuando aquellas categorías del programa Euro NCAP) no tienen ningún tipo de control o de caracterización formal oficial.
Debido a que la definición es imprecisa, existen pequeños solapamientos entre los segmentos comprendidos entre las clases A y F, que se basan tanto en el peso como en el tamaño.
Los segmentos tienden a basarse en la comparación con modelos de marcas conocidas. Por ejemplo, un coche como el Volkswagen Golf podría describirse de la clase de medida de un Ford Focus y viceversa. El VW Polo es más pequeño, así que pertenece a un segmento inferior al Golf, que podría equivaler al del Ford Fiesta, mientras que el más grande sería el Passat, que iría un segmento por encima y podría equipararse al Mondeo.
Los nombres de los segmentos fueron mencionados, pero no definidos, en 1999 en un documento de la UE titulado Case No COMP/M.1406 HYUNDAI / KIA REGULATION (EEC) No 4064/89 MERGER PROCEDURE.
- A: Minicoches
- B: Coches pequeños
- C: Coches medianos
- D: Coches largos
- E: Coches ejecutivos
- F: Coches de lujo
- J: Utilitarios deportivos de todo tipo
- M: Coches multiusos
- S: Deportivos